# Ons stad
Ons stad (Nederlands: onze stad) is een Luxemburgs tijdschrift dat sinds 1979 verschijnt.
Ons stad is een cultureel tijdschrift met historische en culturele artikelen over de sociale ontwikkeling van de stad Luxemburg, waarbij elk nummer een thematische focus heeft. Naast actuele onderwerpen zijn er ook rubrieken als 'Was bedeuten die Straßennamen der Stadt?' en 'La Collection Luxembourgeoise du Musée National d'Histoire et d'Art' waarin wordt gekeken naar de geschiedenis van de stad en het land. Het blad is een uitgave van het gemeentebestuur, dat sinds juni 1979 gratis wordt verspreid in een oplage van meer dan 50.000 stuks. Het tijdschrift in A4-formaat wordt in vierkleurendruk op gecoat papier gedrukt. 
De redactie van ons stad is sinds 2018 in handen van Simone Beck, eerdere redacteuren waren René Clesse (1981-2016) en Christiane Grün (2016-2018). Sinds eind 2009 zijn alle uitgebrachte nummers ook online beschikbaar en doorzoekbaar.